# The Employees
The Employees was een Belgische rockgroep.

## Geschiedenis
Vanaf haar ontstaan in 1979 bracht de groep een mengeling van ska, pop en punk. Ze hadden een bescheiden hit met hun debuutsingle "Pick It Up" (1980). In datzelfde jaar verscheen hun nummer Popstar op de verzamel-LP Get Sprouts. De Amerikaanse punkgroep The Offspring liet zich inspireren door dit nummer in hun nummer Don't Pick It Up van het album Ixnay on the Hombre.
Na een tweede single Do the standing still en het album Employees (1982), viel de groep in 1983 uiteen. Ondanks het korte bestaan lijkt de band een beetje een "wie is wie?" van de Belgische muziekscene uit het begin van de jaren 80. Zo maakte Marcel Vanthilt even deel uit van The Employees. Eind 1982 stapte Karel Theys op omdat hij het niet langer kon combineren met zijn studies. Hij werd vervangen door Michel De Coster (van De Mens).
In 1993, tien jaar na de split, hielden ze een reünie, met Geert Vanroelen, Dirk Debraekeleer, Kloot Per W, Jo Moens en Karel Theys. Er werd een tweede album opgenomen, met name Radio Debris (1993). Uit deze plaat werden twee singles uitgebracht, met name Rock 'n Roll en Fire Brigade.
Op 19 mei 2006 overleed frontman Geert Vanroelen.

## Discografie[2]

### Albums
- Employees (1982)
- Radio Debris (1993)

### Singles
- Pick It Up (1980) vinyl
- Do The Standing Still (1981) vinyl
- Romantic (1982) vinyl
- Play with Fire (1983) vinyl
- Fire Brigade (1993) cd
- Rock 'n Roll (1993) cd
- Dandelions (1996) cd
- op COMPILATIES
- Tandpasta op Beat boys vinyl 1980
- Through the ceiling op Humo's Rock Rally finale 1980 vinyl 1980
- Pick it up op Midem vinyl 1981
- Popstar op Get sprouts (aslk) vinyl 1981
- Bang your head into the wall op Easter rising '82  vinyl 1982
- Do the standing still op Het beste uit de Belpop van (1981) CD 2005
- Pick it up op Was Het Nu 70 Of 80? (Vol. 2) 1995
- Pick it up op Wit-lof from Belgium (vol.2 : 70's) CD 1990
- Pick it up op Het beste uit de Belpop van (1980) CD 2005
- Pick it up op Alles geven  CD 1994
- Pick it up op Belpop 100 Volume 2  CD 2018
- Pick it up op Belpop. De eerste 50 jaar CD 2011
- Pick it up op De Pre Historie (1980) CD 1980
- Rock 'n roll op Hans Kusters presenteert 1995 CD
- Romantic op Kloot Per W: KPW - 50Y 2005
- Romantic op Het beste uit de Belpop van (1982) CD 2005